# Стефан Кумануди
Проф. др Стефан Кумануди (или Стефанос Куманудис) (грч. Στέφανος Κουμανούδης;Једрене, 22. децембар 1818 - Атина, 31. мај 1899) био је грчки археолог. Био је професор и декан на Универзитету у Атини и генерални секретар Атинског археолошког друштва (1859—1894).

## Биографија
Рођен је у Једренима у богатој трговачкој породици. На почетку Грчкога рата за независност (1821-1830) због турског прогона његова породица је избјегла у Београд. У Београду је похађао основну школу и научио је српски, а школовање је наставио са неколико грчких учитеља. Из Београда се 1832. преселио у Силистру, град у сјевероисточној Бугарској, који се од 1829. до 1836. налазио под руском контролом. Овде је провео већи дио свог дјетињстваОвде је провео већи дио свог дјетињства. Градоначелник Силистре био је Куманудисов рођак. У том граду мали Куманудис је научио и руски језик.
Отац га је 1835. вратио у Београд, а онда га је послао у Минхен, гдје је Куманудис двије године учио њемачки и латински језик. Уписао се на филозофски факултет у Минхену. Ту су му професори били њемачки хелениста и филолог Фридрих Вилхелм Тирш и њемачки филозоф Фридрих фон Шелинг. У Минхену је студирао до 1839, а онда је годину дана студирао у Лајпцигу. Од 1840. до 1842. студирао је у Берлину на Хумболтовом универзитету у Берлину. У Берлину му је предавао Фридрих Август Бек, филолог, оснивач новије епиграфије и блиско повезан са Грчком и Атинским археолошким друштвом. Послије Њемачке Куманудис се преселио у Париз, где је од 1842. до 1843. учио филологију на Сорбони и Колежу де Франс. Куманудијеве колеге студенти били су Ефтимиос Касторхис, Ираклис Мицопулос, Лисандрос Кавтанцоглоу и Емануел Кокинос, који су такође постали истакнути наставници и археолози. Након студија путовао је по Риму и Италији упознавајући се са историјским споменицима.
У Београд се вратио 1843. Своју прву књигу издао је 1845. о братовом трошку. У Београду је преводио филозофска дјела са њемачког и француског, а почео је и да пише поезију. У Атину је стигао 1845. и тражио је да предаје на универзитету, али је одбијен јер са собом није понио ниједну диплому, која би доказивала да је завршио факултете у Њемачкој и Француској. Постао је предавач 1845. године, а 1846. је постављен за професора латинске филологије на Атинском универзитету. Године 1854. биран је за декана Филозофског факултета Универзитета у Атини, а у каснијим годинама још 3 пута (1855-1856, 1866-1867, 1877-1888, 1884-1885). Након 40 година активног педагошког рада пензионисан је у августу 1886. Предмети које је предавао углавном су се тицали историје писма Старог Рима, живота Римљана и тумачења латинских пјесника и писаца. Био је и учитељ будућег грчког краља Ђорђа I и његове жене Олге.
Био је члан Атинског археолошког друштва. Изабран је 1853. за секретара Атинског археолошког друштва. Када је замрла активност друштва тражио је и добио 1858. од министарства средства за обнову друштва под истим именом. Он је 1859. изабран за генералног секретара Атинског археолошког друштва и на том положају остао је до 1894. Књигу Атински надгробни натписи написао је 1871. Отпочео је прва систематска археолошка ископавања у Атини и ударио темеље Археолошког музеја у Атини, једног од најважнијих институција те врсте у свијету.
Руководио је археолошким ископавањима храма олимпијскога Зевса, Асклепијевога светилишта, Еуменове стоје, Аталова стоа, Хадријанова библиотека, Римске агоре у Атини,гробља Дипилос-Керамикос,Дионисово позориште, Дипилон и другим. Био је и члан Француског института, Пруске академије наука и Гетингенске академије наука. Дописни је члан Српског ученог друштва од 1881. Почасни је члан Српске краљевске академије од 1892. Његов речник грчког (Συναγωγή νέων λέξεων υπό λογίων πλασθεισών από της Αλώσεως μέχρι των καθ’ ημάς χρόνων) проглашен је за дело културне баштине и прештампано 1980. у Атини. Његов латинско-грчки речник и данас је у широкој употреби у Грчкој. Између осталога бавио се и превођењем српских народних пјесама на грчки језик.
Умро је 31. маја 1899. по грегоријанском календару и сахрањен је следећег дана.